# Gle Gohsiron
Gle Gohsiron är en kulle i Indonesien.   Den ligger i provinsen Aceh, i den västra delen av landet, 1 800 km nordväst om huvudstaden Jakarta. Toppen på Gle Gohsiron är 331 meter över havet.
Terrängen runt Gle Gohsiron är bergig åt nordost, men åt sydväst är den kuperad. Runt Gle Gohsiron är det ganska glesbefolkat, med 30 invånare per kvadratkilometer. I omgivningarna runt Gle Gohsiron växer i huvudsak städsegrön lövskog.